# چرلاک (باشقیرستان)
چرلاک (انگلیسی: Cherlak, Republic of Bashkortostan) یک شهرک در شهرستان دیورتیورلینسکی در استان باشقیرستان کشور روسیه است.